# Erythroxylum jaimei
Erythroxylum jaimei är en tvåhjärtbladig växtart som beskrevs av Jara. Erythroxylum jaimei ingår i släktet Erythroxylum och familjen Erythroxylaceae. Inga underarter finns listade i Catalogue of Life.